# Cratichneumon unifasciatorius
Cratichneumon unifasciatorius là một loài tò vò trong họ Ichneumonidae.